# Guillaume Bigourdan
Guillaume Bigourdan (Sistels, 6 de abril de 1851 — Paris, 28 de fevereiro de 1932) foi um astrónomo francês.
Foi diretor do Escritório Internacional da Hora entre 1919 e 1928.

## Prémios e honrarias
- 1883 e 1891 - Prêmio Lalande[2]
- 1886 - Prémio Valz
- 1919 - Medalha de Ouro da Royal Astronomical Society[3]
- 1919 - Prémio Jules Janssen[4]